# Biserica romano-catolică din Băile Herculane
Biserica romano-catolică este un monument istoric aflat pe teritoriul orașului Băile Herculane, județul Caraș-Severin. Figurează pe lista monumentelor istorice cod LMI CS-II-m-B-11011. Biserica are hramul „Adormirea Maicii Domnului”.

## Localitatea
Băile Herculane (în latină Aqua Herculis, în germană Herkulesbad), în maghiară Herkulesfürdő) este un oraș din județul Caraș-Severin România. Este cea mai veche stațiune turistică din țară, bazele ei fiind puse în anul 102 d.Hr. de împăratul Traian.

## Biserica
Biserica romano-catolică din Băile Herculane se află în Piața Hercules din centrul stațiunii. A fost construită în perioada 1836-1838, în timpul împăratului Ferdinand I al Austriei, înlocuind o capelă catolică mai veche, situată pe același amplasament, distrusă de turci în anul 1788.
În anul 1887, în timpul sejurului petrecut de împărăteasa Elisabeta (Sisi) la Băile Herculane, aceasta a participat la slujbele de Paști de la biserica catolică. În perioada sejurului împărătesei, serviciul de paroh romano-catolic a fost îndeplinit de Emil de Folly, canonicul din Timișoara.
Capela a fost renovată între anii 1997-2000. Casa parohială a fost ridicată în perioada 1992-2000.

## Imagini din exterior

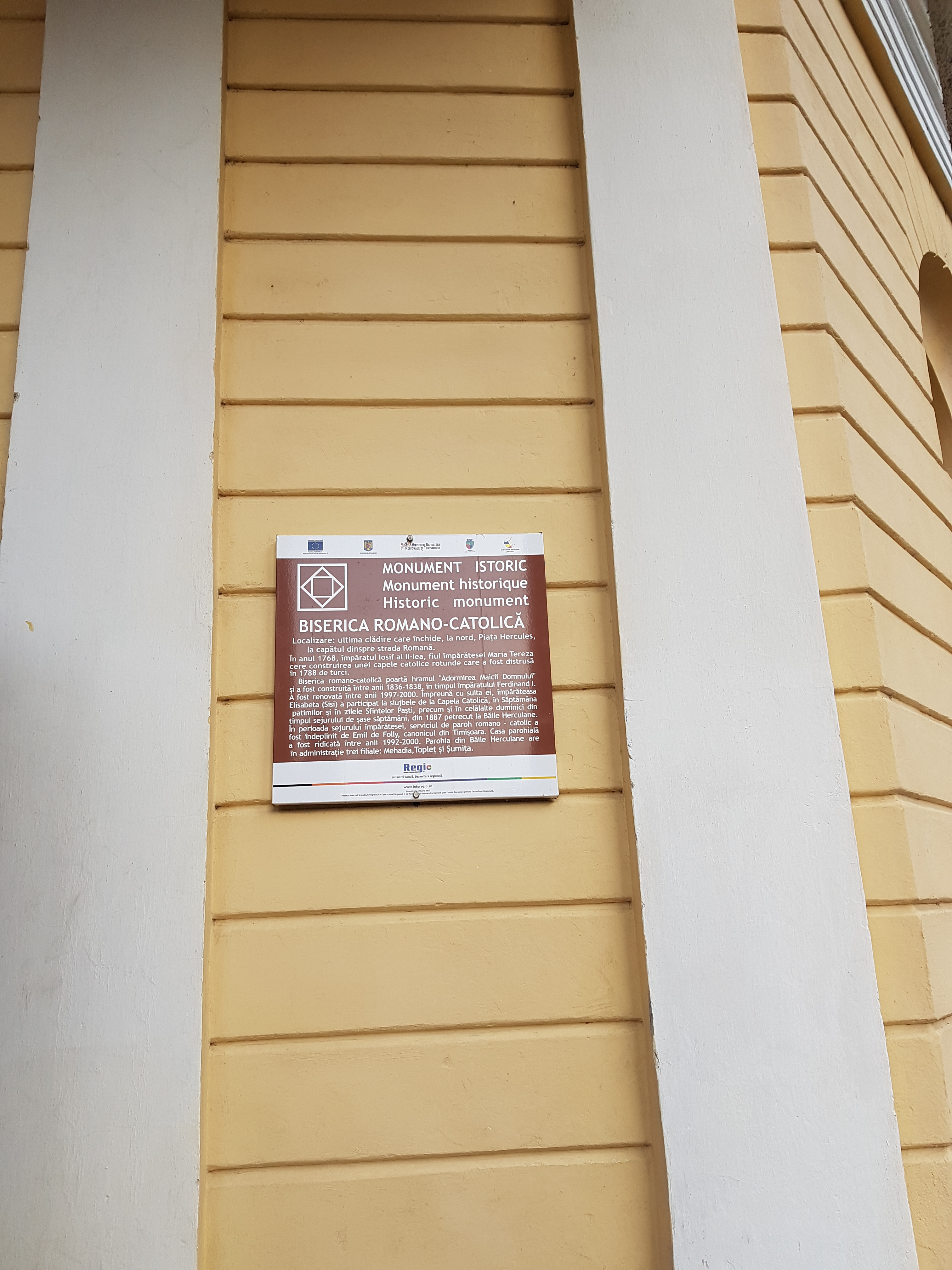
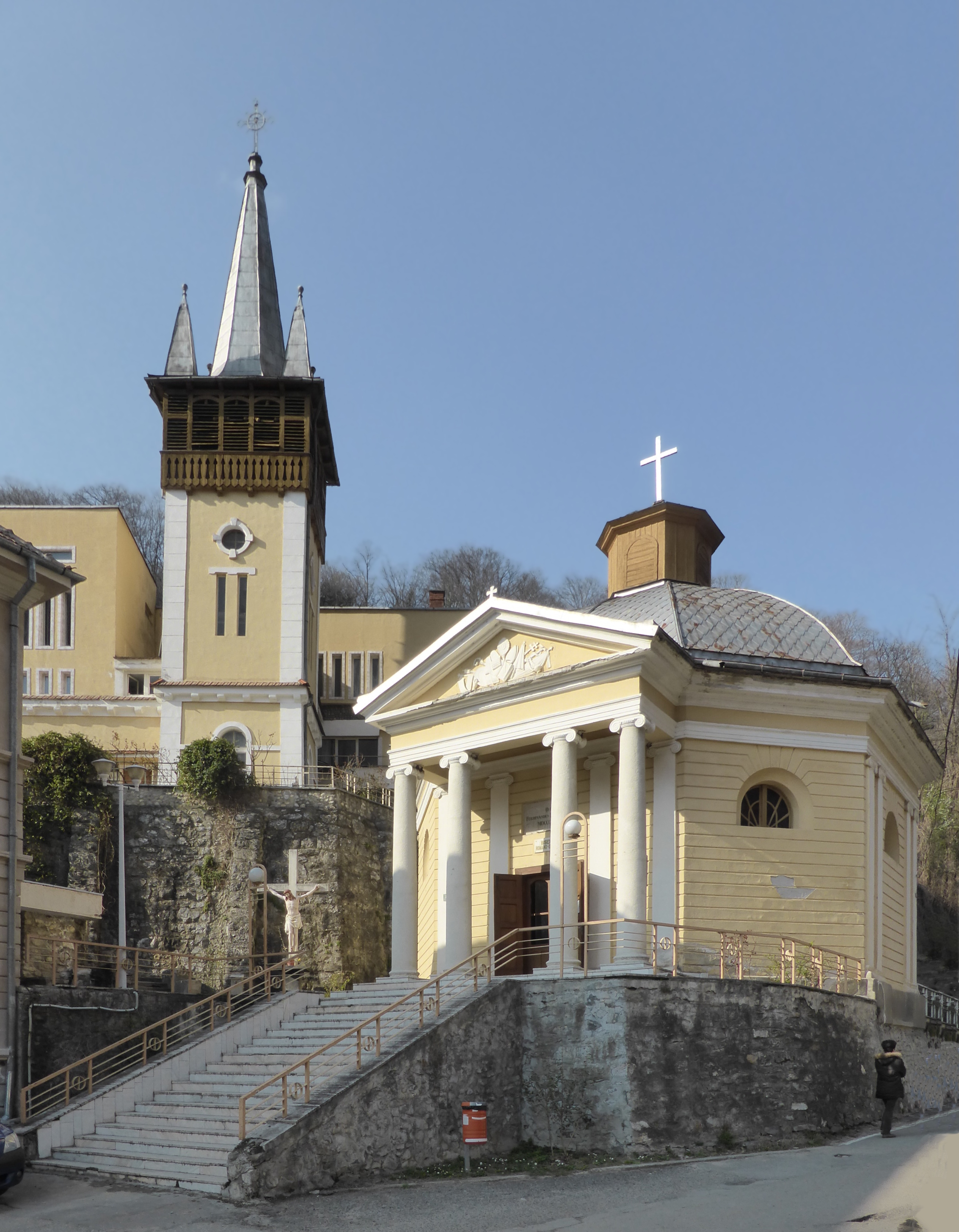
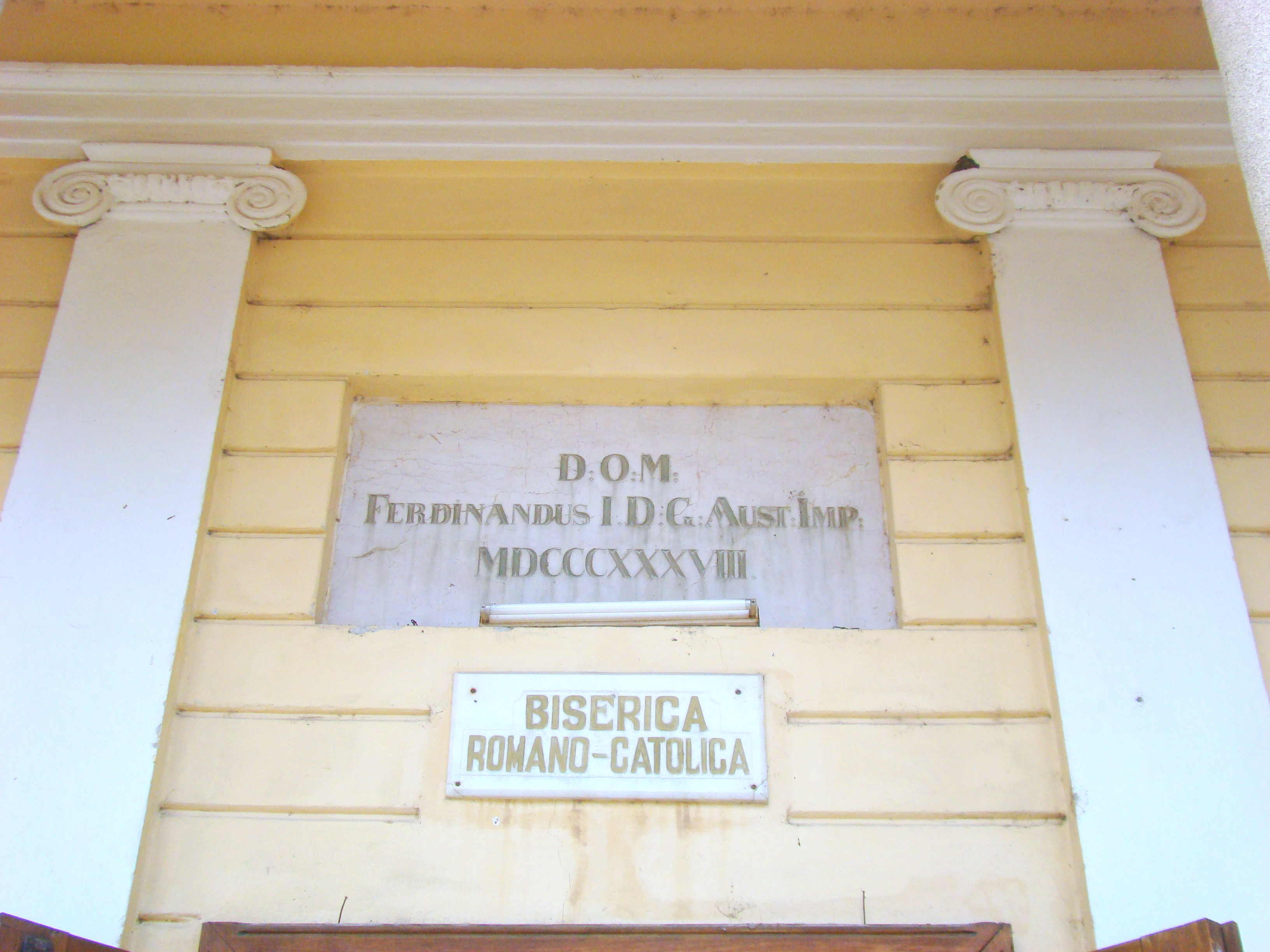
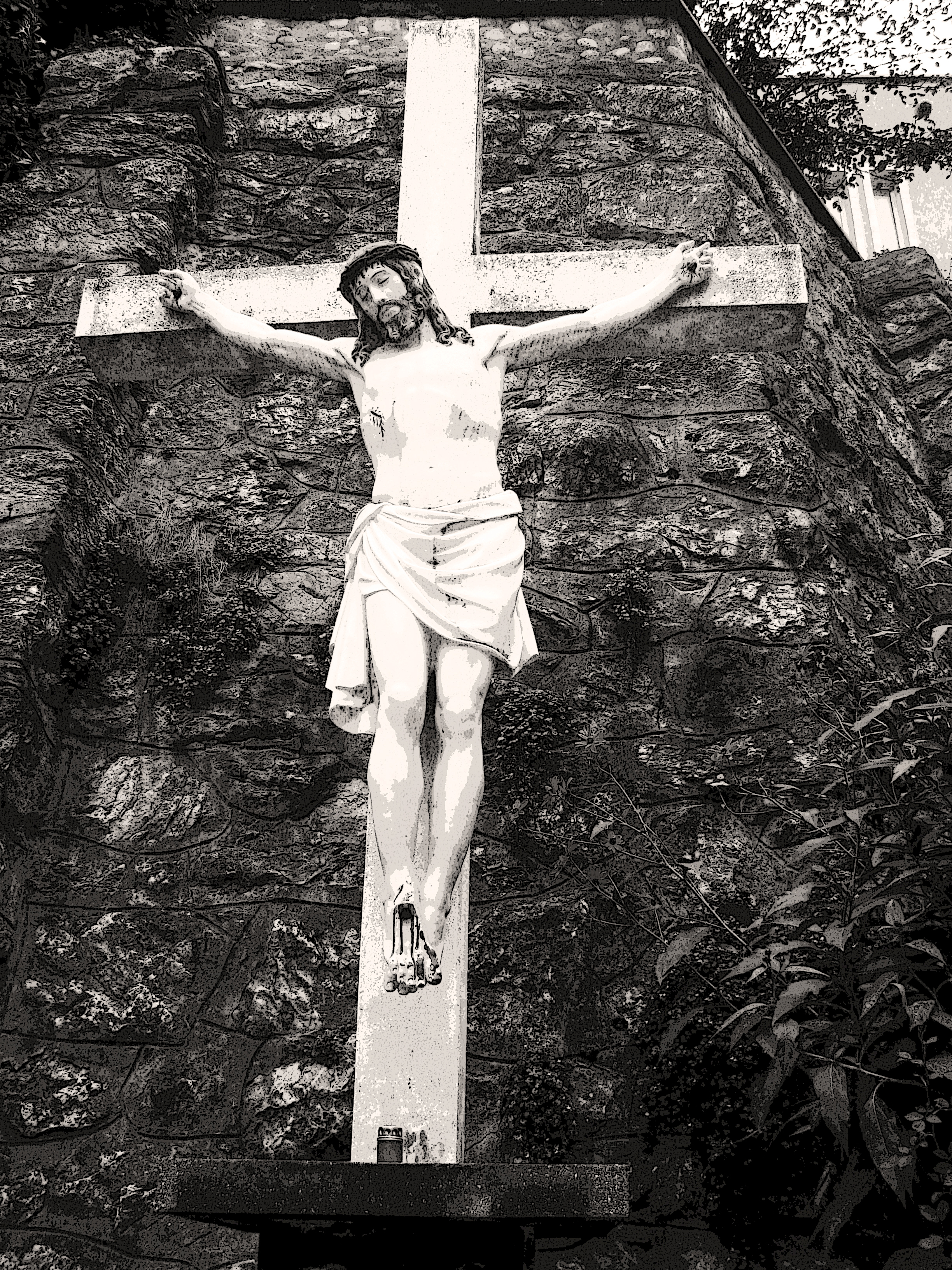
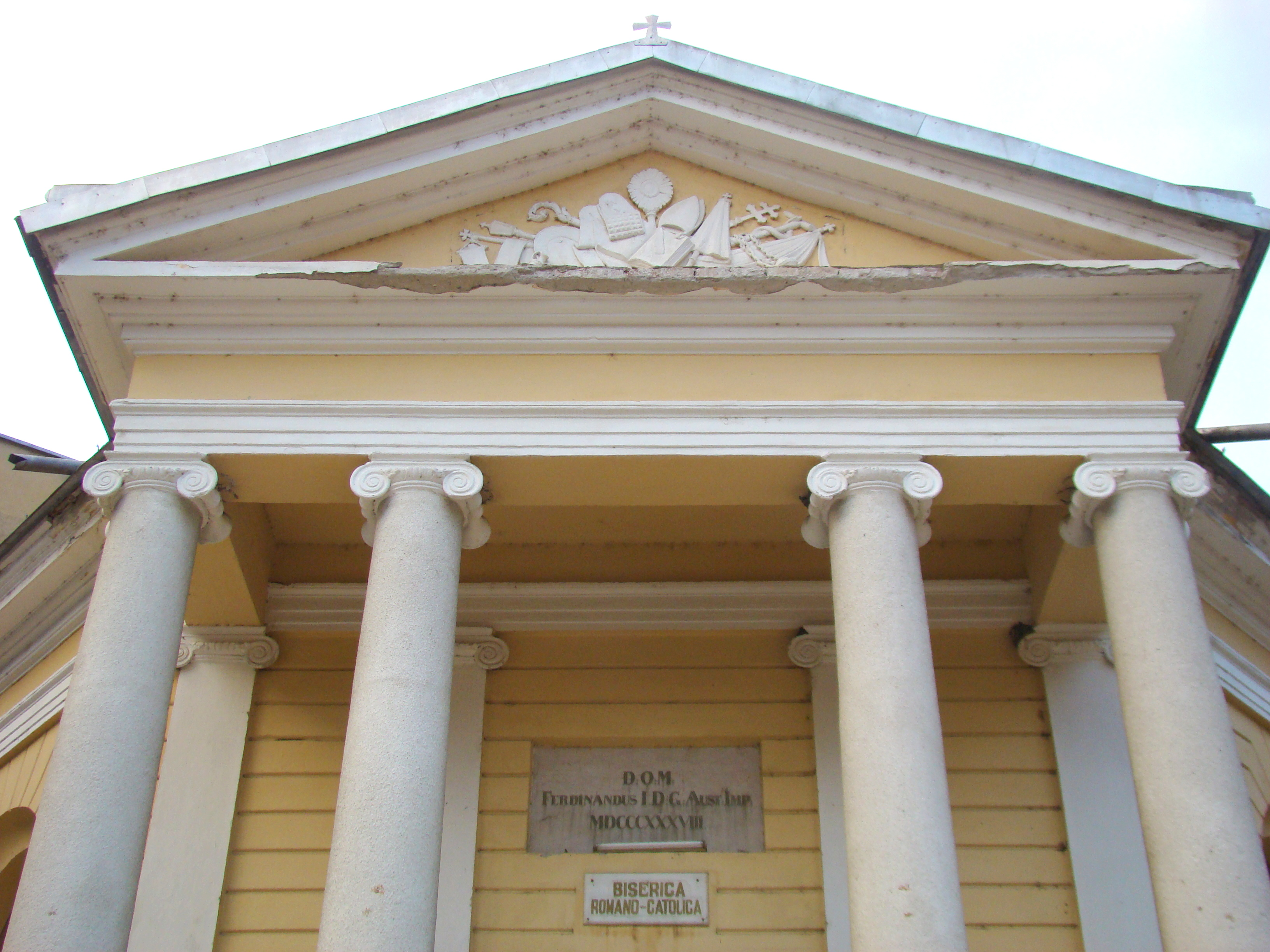
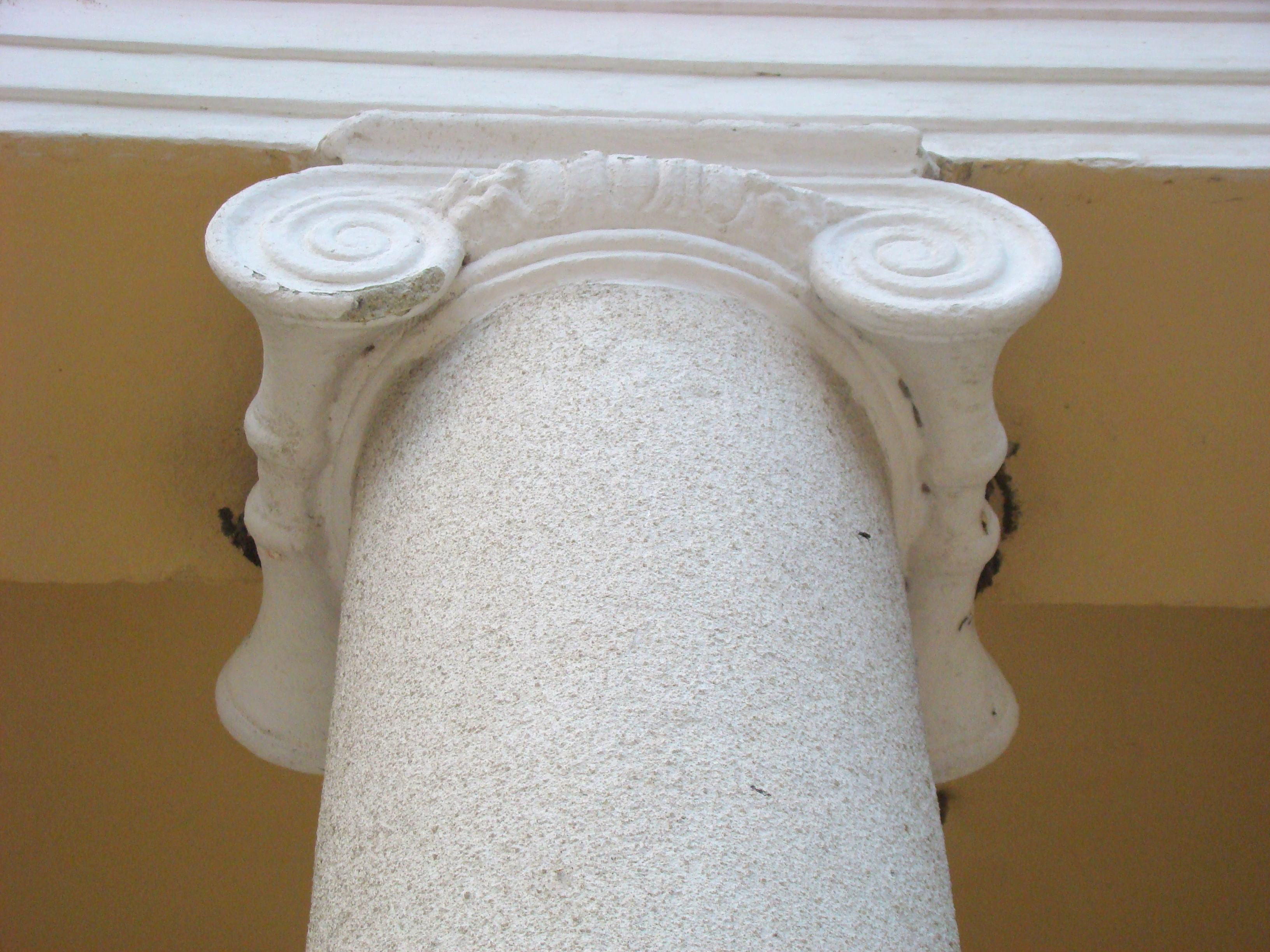
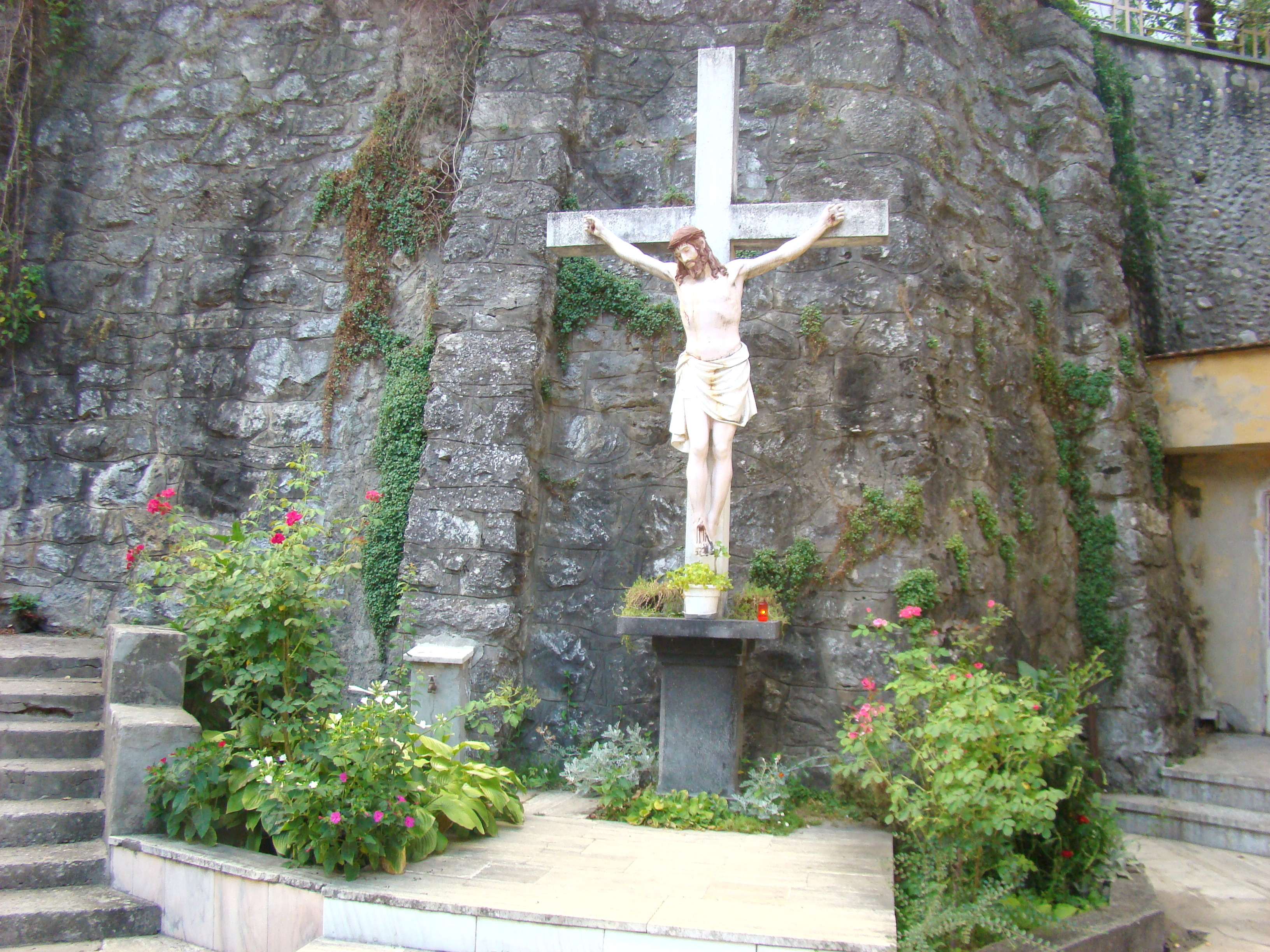
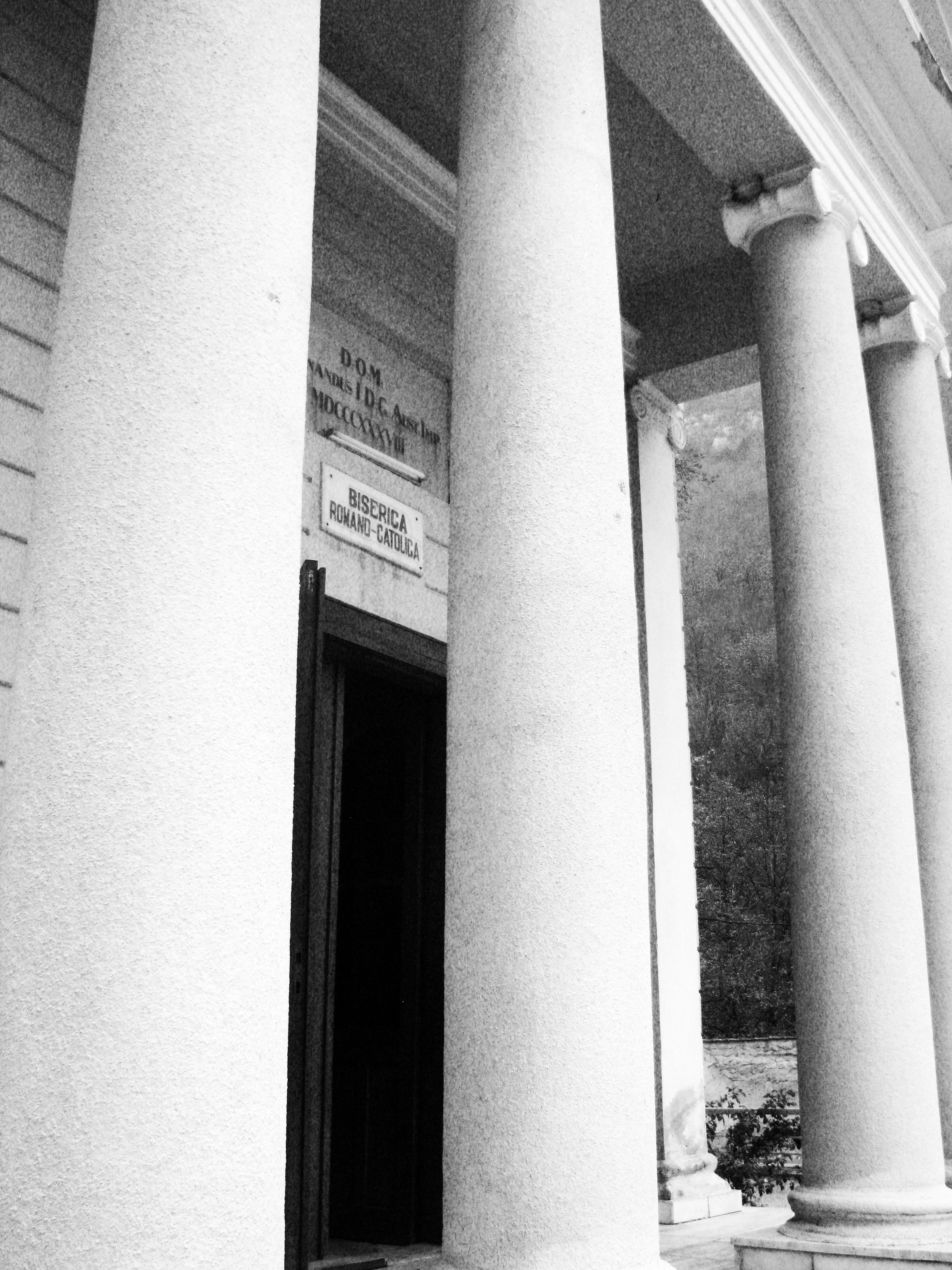
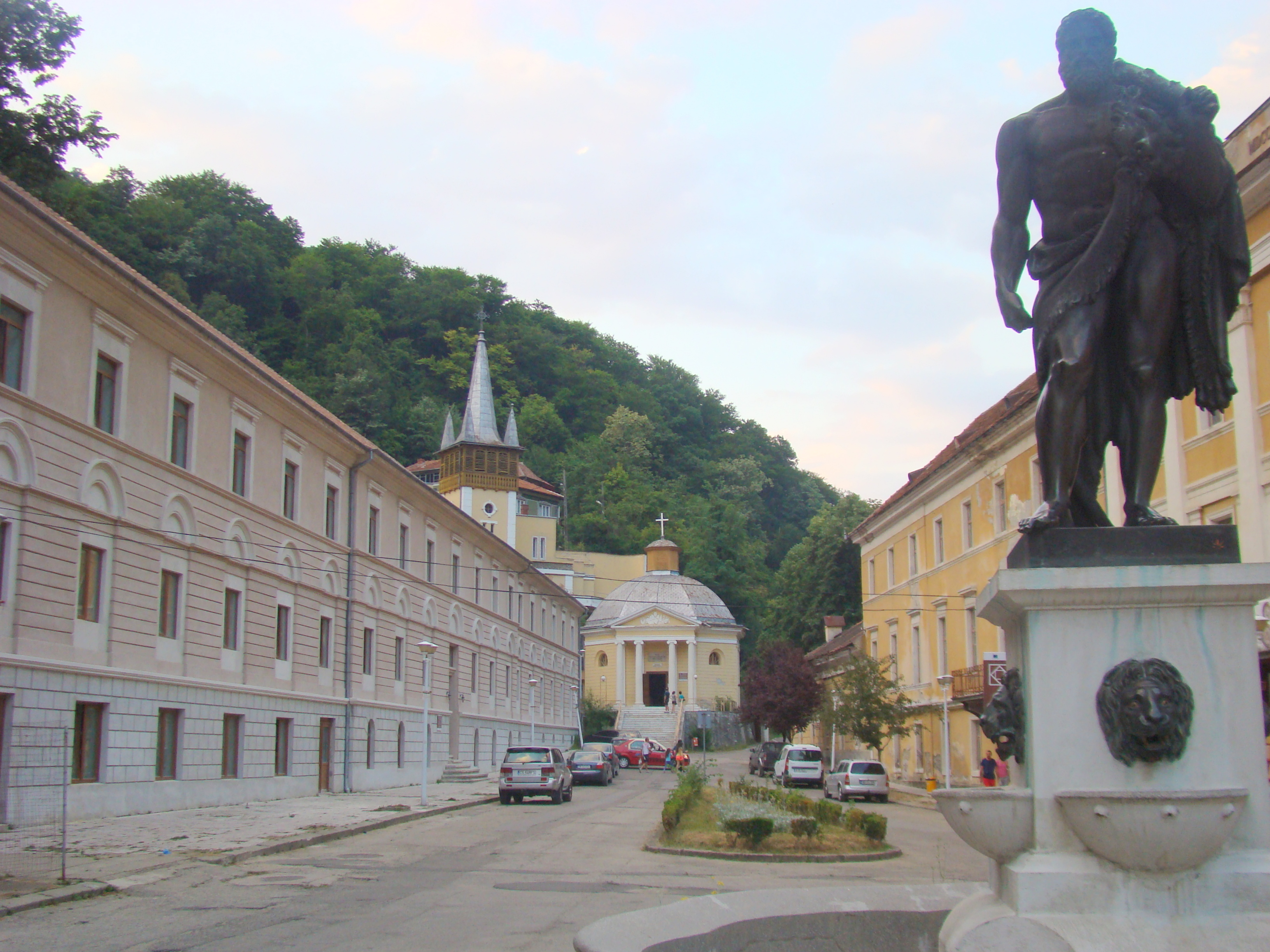

## Imagini din interior

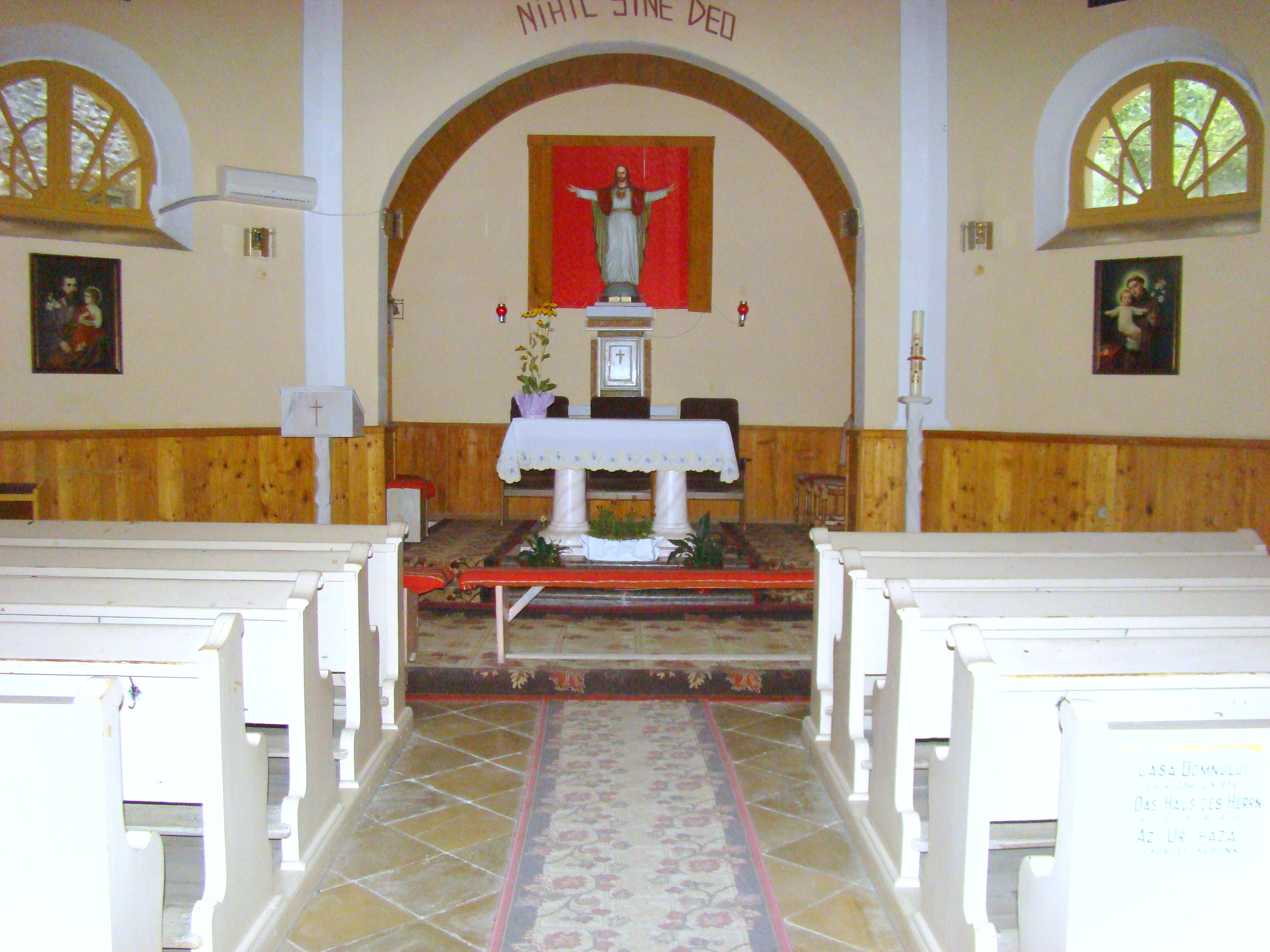
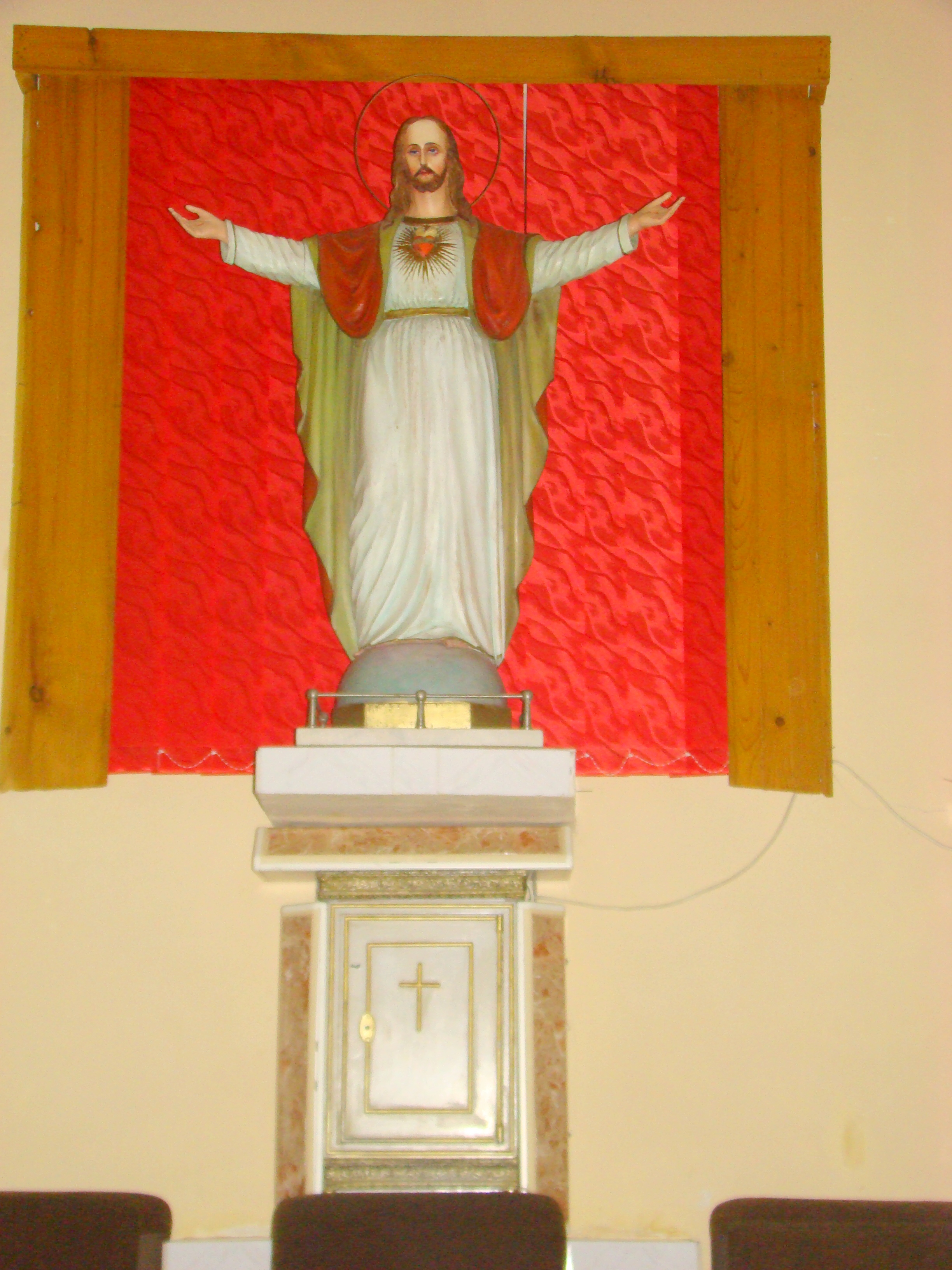
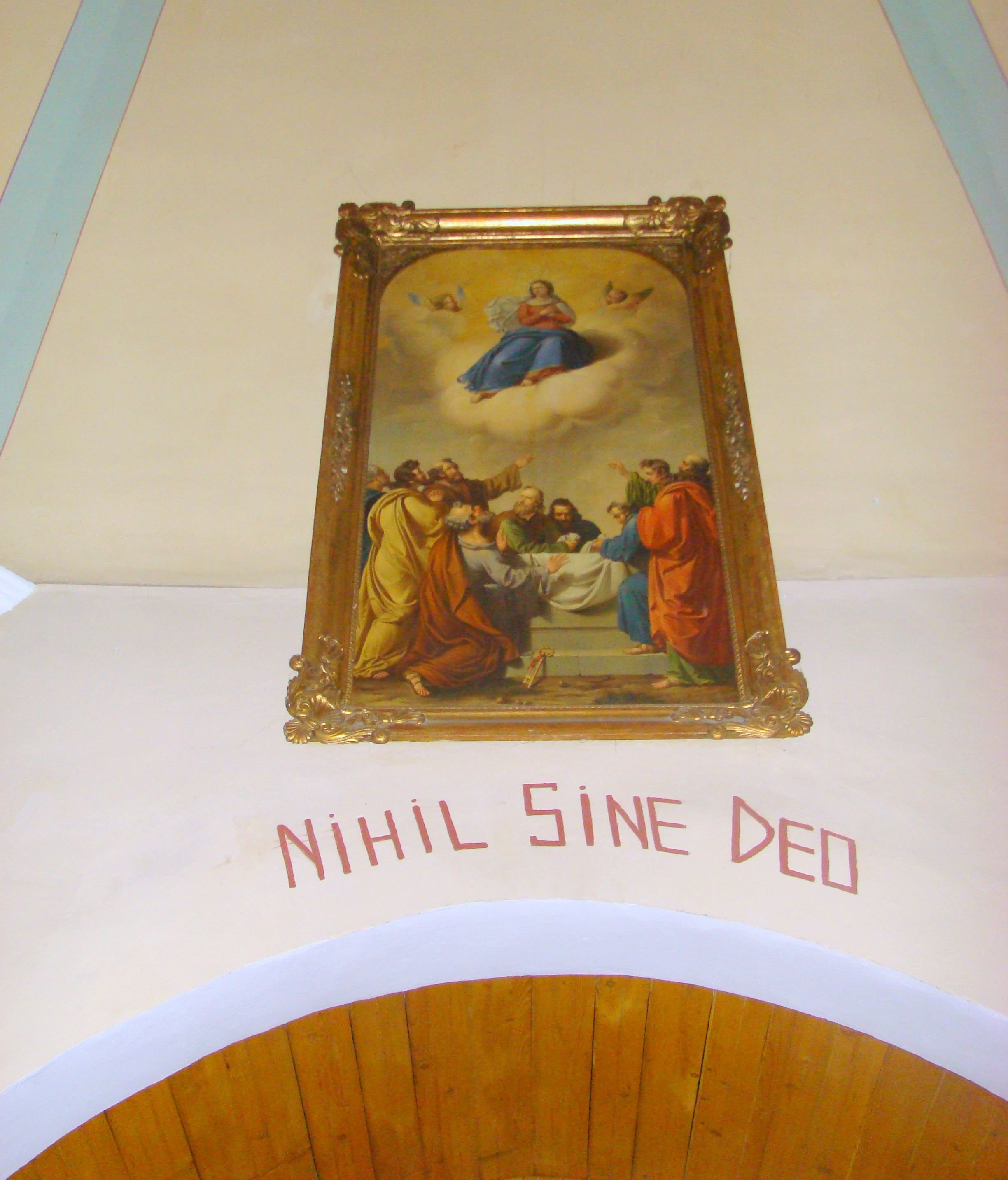
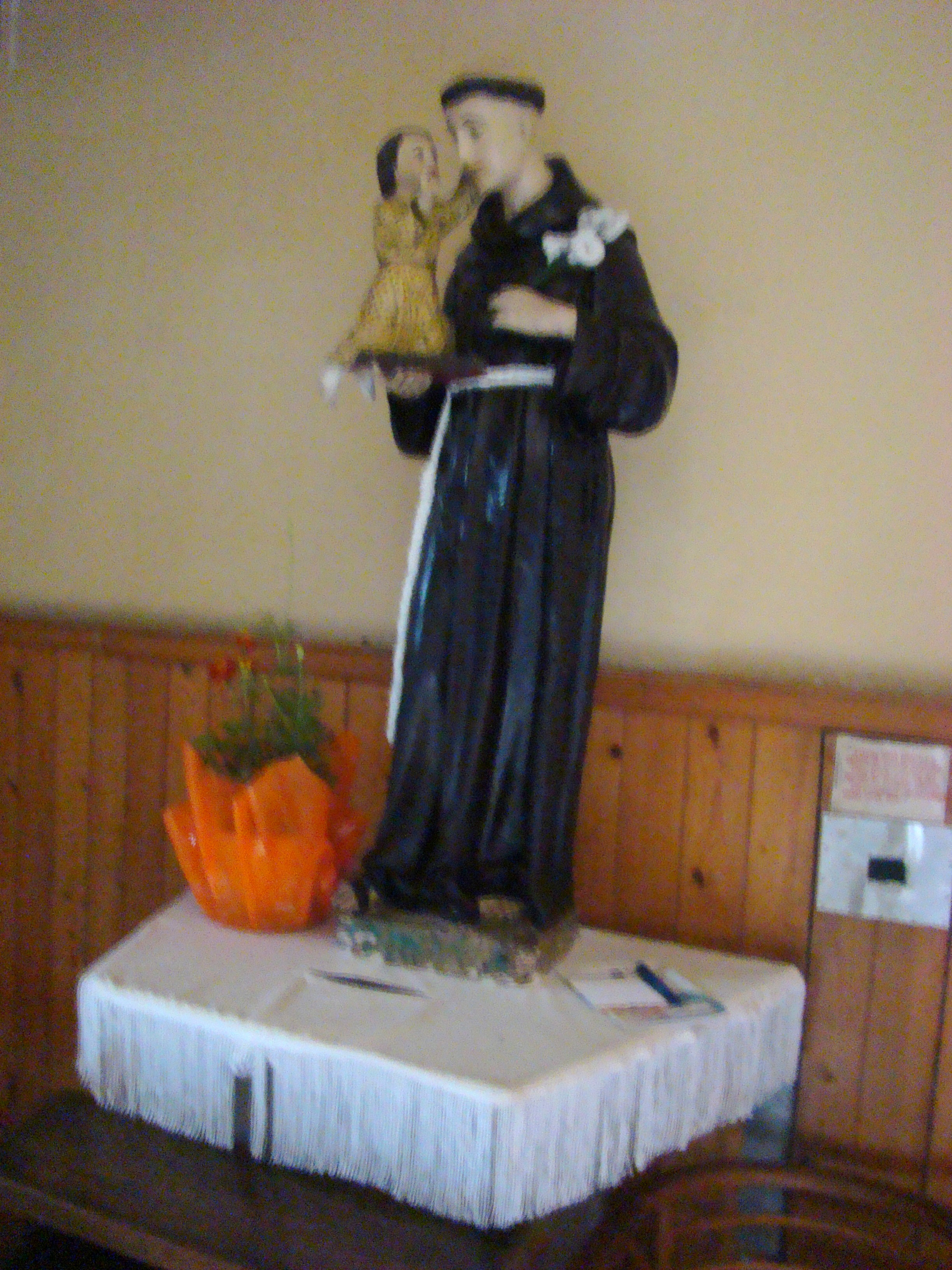
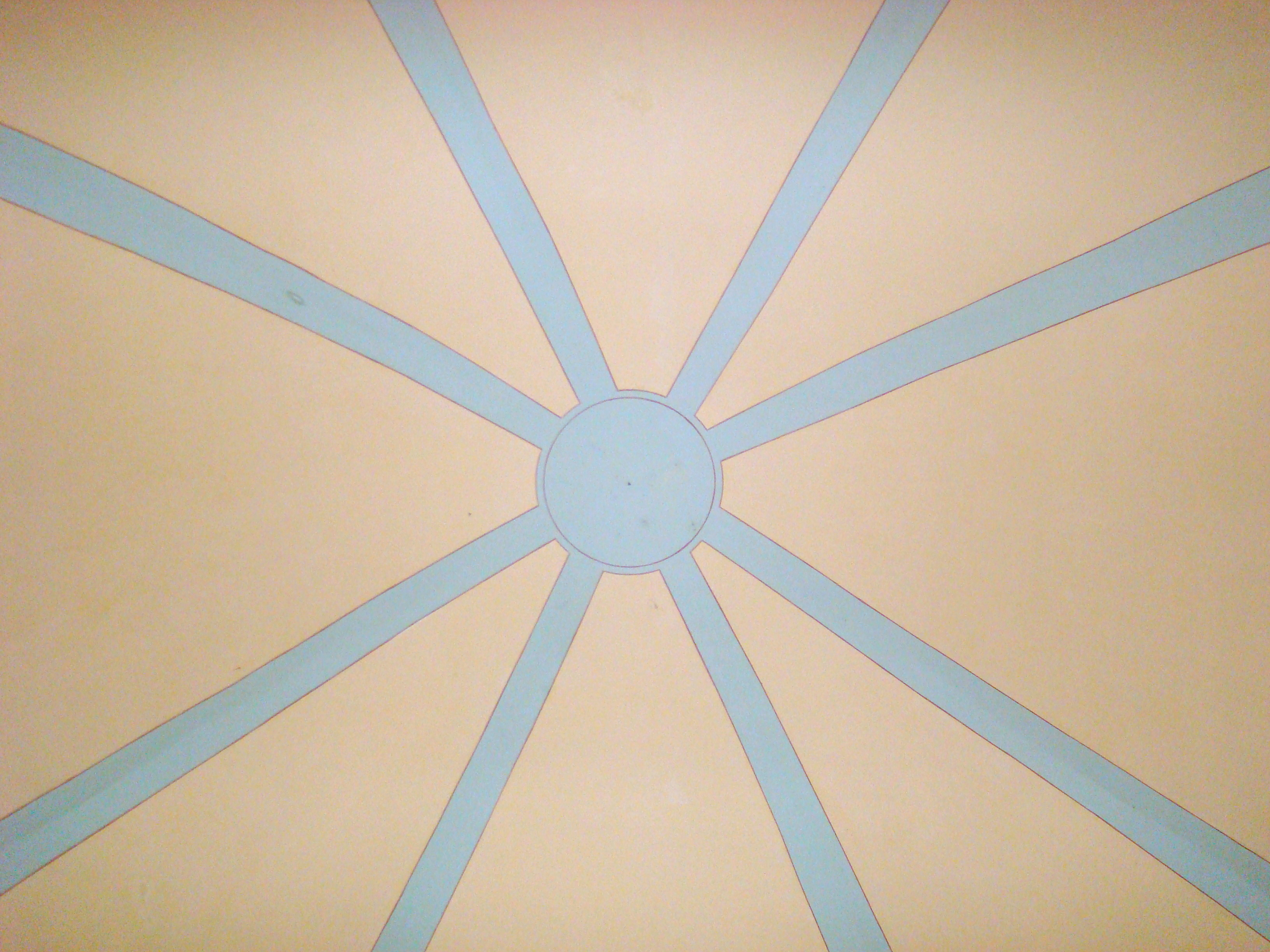
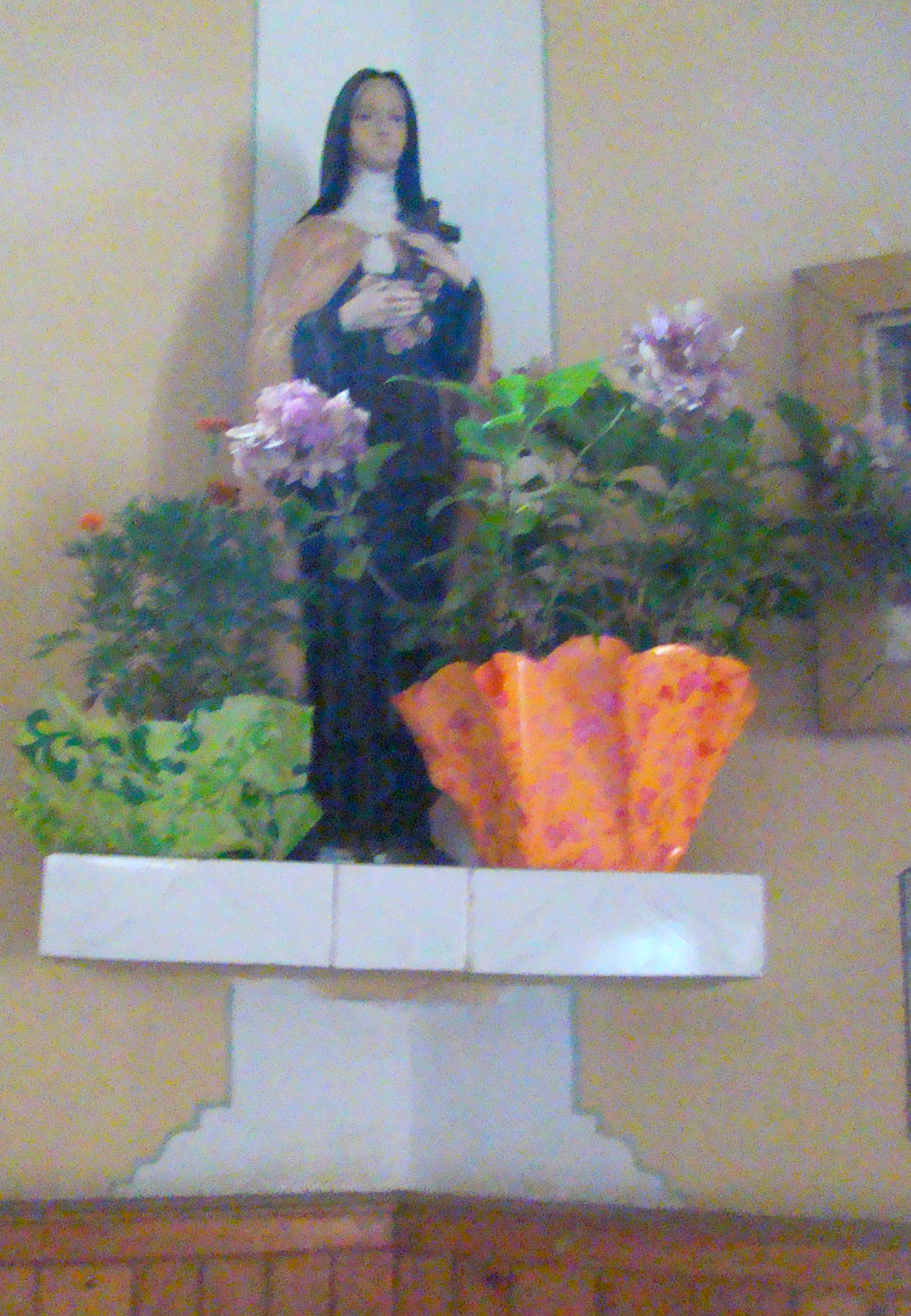
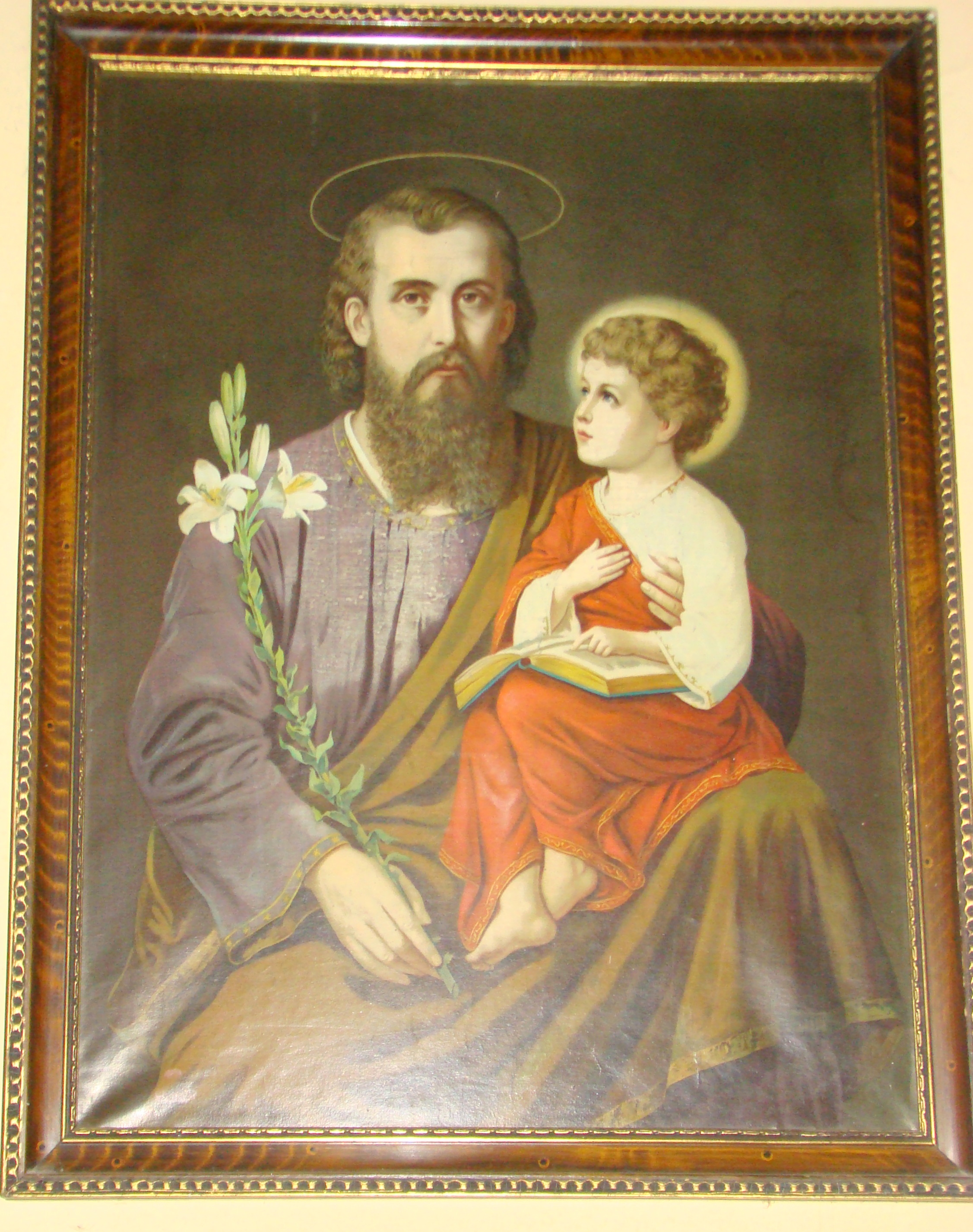
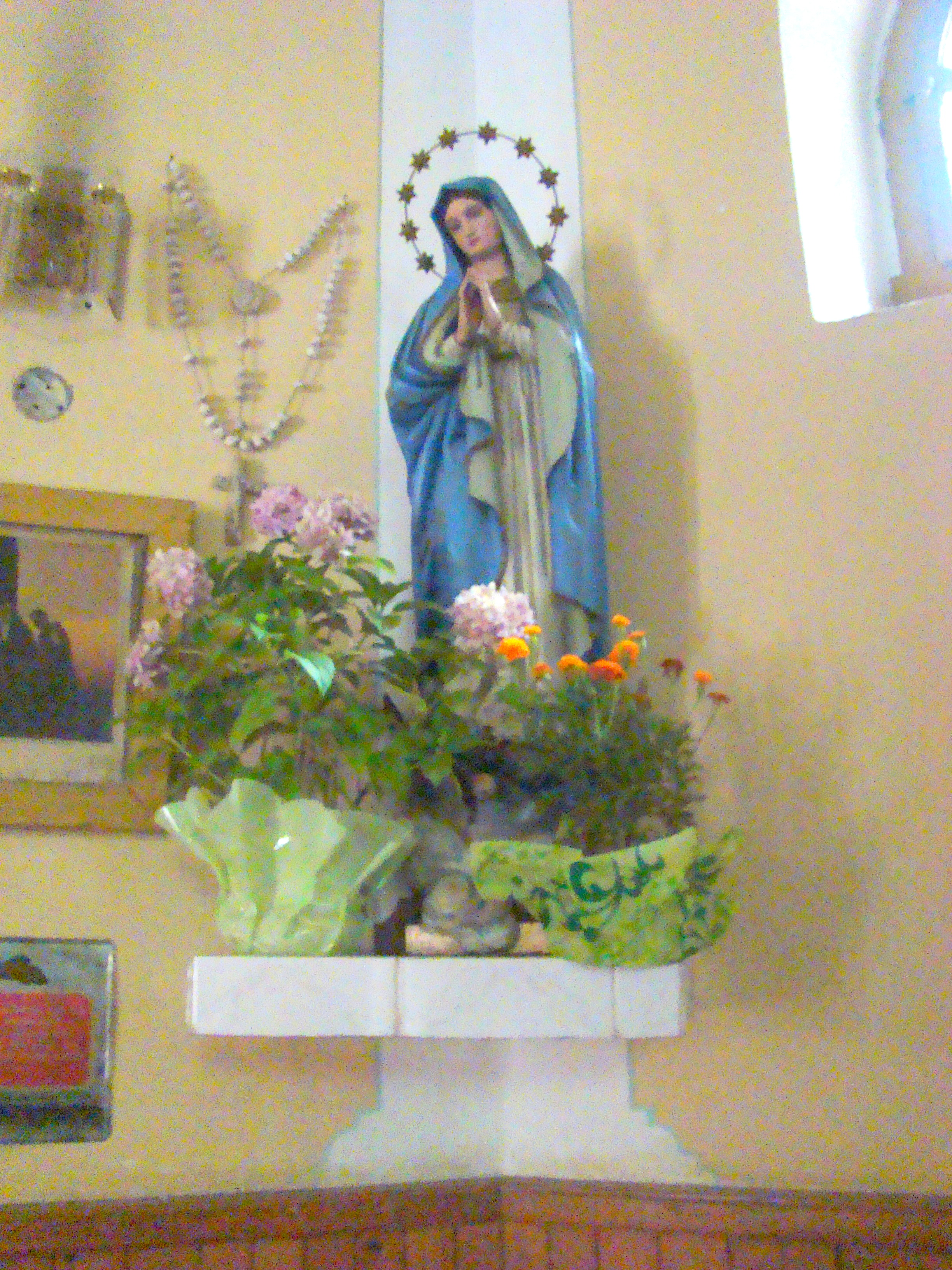
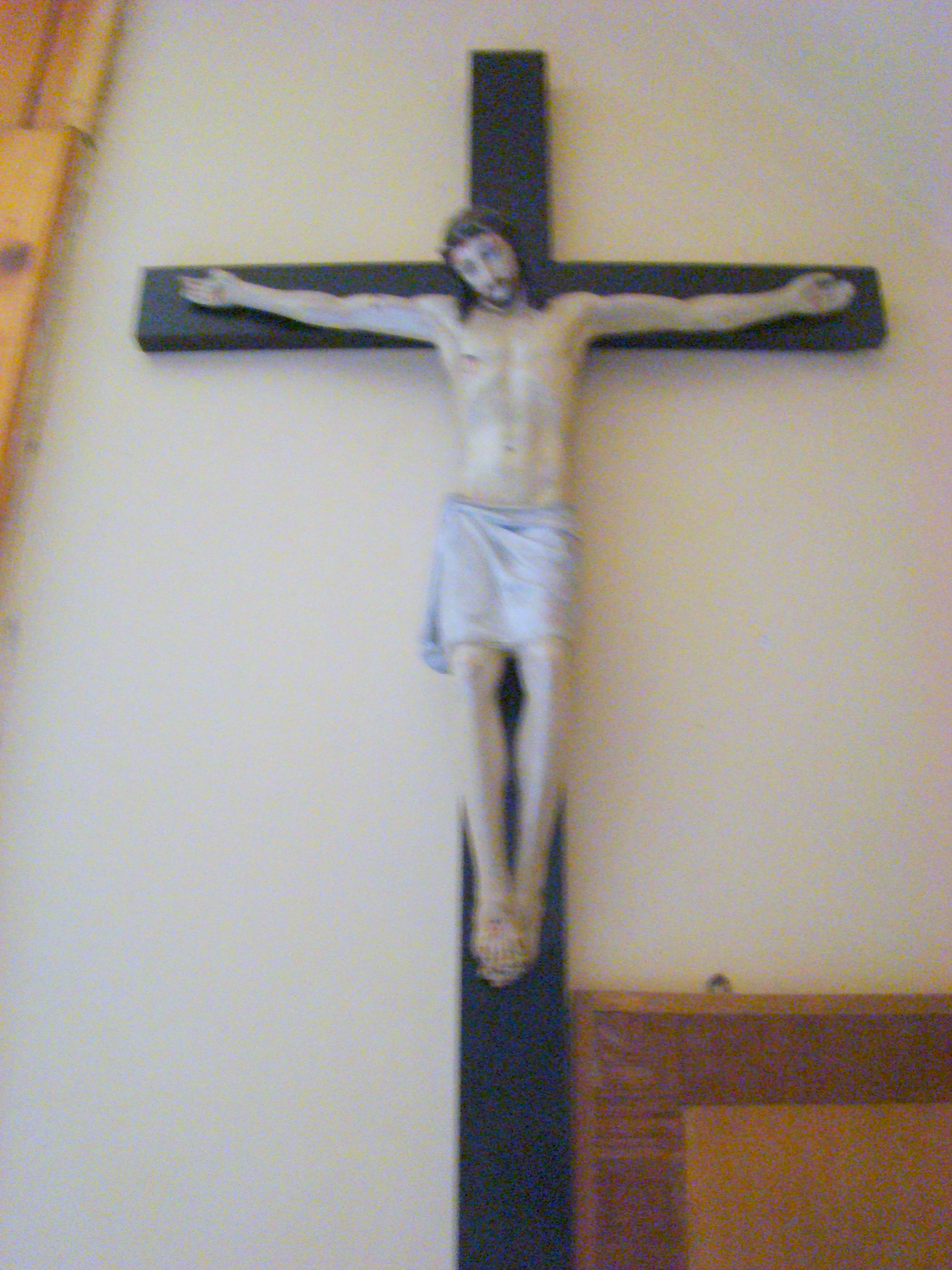
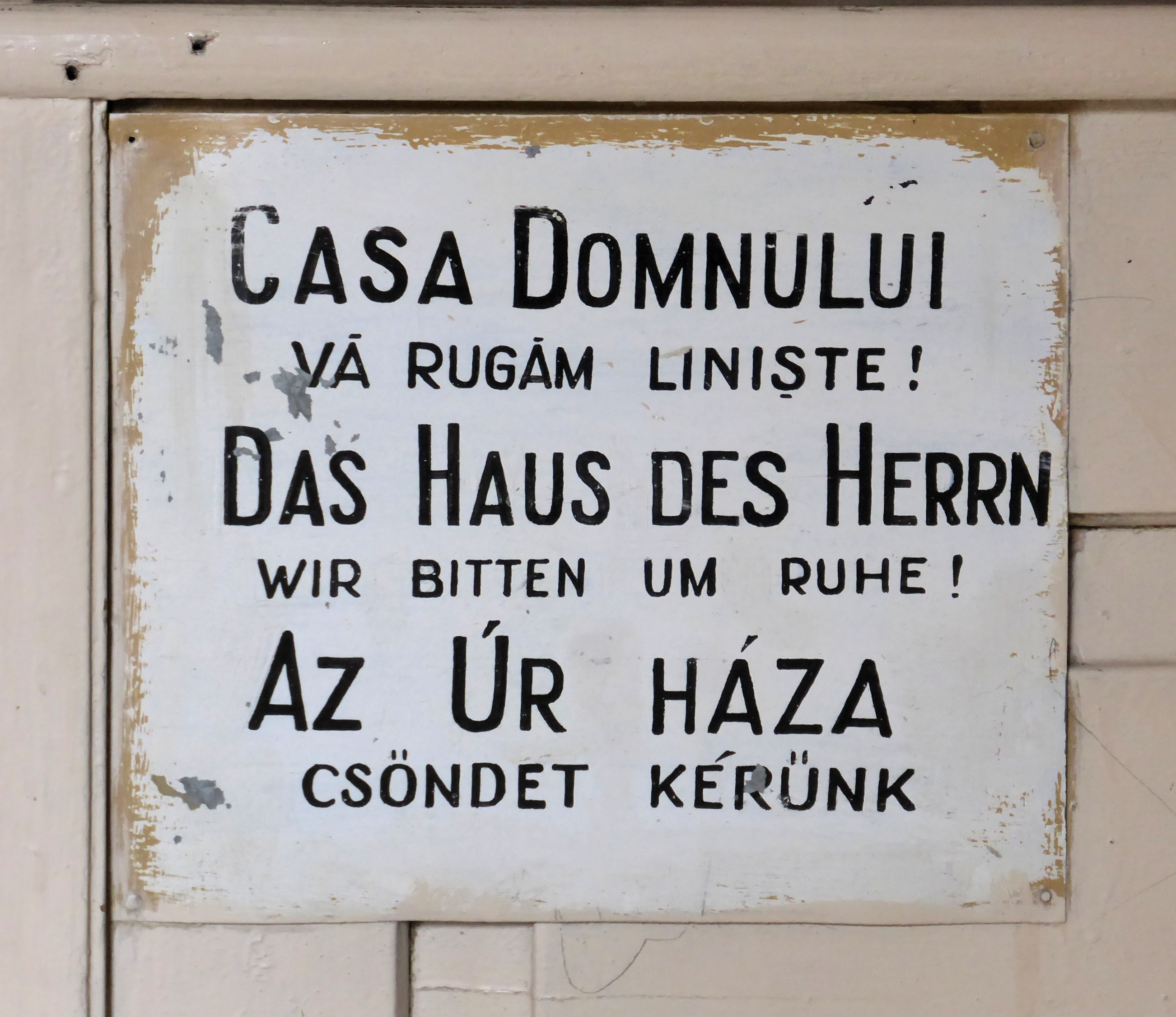

## Vezi și
- Băile Herculane